# Parafia św. Elżbiety Węgierskiej w Kraszewie
Parafia świętej Elżbiety Węgierskiej w Kraszewie – parafia rzymskokatolicka znajdująca się w archidiecezji warmińskiej, w dekanacie Lidzbark Warmiński.